# Kosmas Koroneos
Kosmas Koroneos oder Cosmas Koroneos (neugriechisch Κοσμάς Κορωναίος; * 10. April 1933; † 10. September 2015 in Paris) war ein griechischer Schriftsteller, Poet und Dramatiker. Sein Theaterstück Ainsi Solange, Paris ou ailleurs wurde unter anderem im französischen Nationaltheater Odéon aufgeführt.

## Leben
Koroneos kam in Griechenland zur Welt, wuchs dort auf und wanderte später für eine längere Zeit in die Schweiz aus, wo er Philosophie, Soziologie, Religionsgeschichte und am C. G. Jung-Institut in Zürich Psychoanalyse studierte. Er ließ sich schließlich Anfang der 1960er-Jahre in Paris nieder und starb dort 2015 im Alter von 82 Jahren an einem Herzinfarkt.

## Werke
Koroneos’ veröffentlichte Werke sind ausschließlich auf Französisch geschrieben.
Sein Ziel sah er darin, die „Gesamtheit der menschlichen Erfahrung“ zusammenzufassen und alle literarischen Gattungen in einem Text zu vereinen.
Im Jahr 1966 wurden erstmals von ihm verfasste Gedichte veröffentlicht. Dies geschah im Rahmen des Buches Trois poètes grecs („Drei griechische Poeten“) der französischen Autorin Anne Creuchet, in der sie ausgewählte Gedichte von Koroneos und zwei weiteren griechischen Dichtern präsentierte.

### Bücher
- Zoé, maintenant (1982)
- Ontologie, vol. 1: Tragédies (1984)
- Ontologie, vol. 2: Fugitif, longtemps après (1988)
- Ontologie, vol. 3: Faut-il inventer le réel ? Etude sur le principe (2005)
- Ontologie, vol. 4: Fait divers, description d'un messie (2007)

### Theaterstücke
- Ainsi Solange, Paris ou ailleurs (1979, uraufgeführt 1981, Le Petit Odéon)
- Orphée (1984)